# Hoplia philanthus philanthus
Hoplia philanthus philanthus é uma subespécie de insetos coleópteros polífagos pertencente à família Rutelidae.
A autoridade científica da subespécie é Fuesslin, tendo sido descrita no ano de 1775.
Trata-se de uma subespécie presente no território português.